# Oxytropis piceetorum
Oxytropis piceetorum är en ärtväxtart som beskrevs av I.T. Vassilczenko. Oxytropis piceetorum ingår i släktet klovedlar, och familjen ärtväxter. Inga underarter finns listade i Catalogue of Life.